# Veprius annulicornis
Veprius annulicornis är en tvåvingeart som först beskrevs av Philip 1865.  Veprius annulicornis ingår i släktet Veprius och familjen bromsar. Inga underarter finns listade i Catalogue of Life.